# 우즈베키스탄 프로축구연맹
우즈베키스탄 프로축구연맹(우즈베크어: Oʻzbekiston Professional futbol ligasi, UzPFL, Ўзбекистон профессионал футбол лигаси)는 국내 축구 리그의 전체 시스템을 관리하고 통제하는 축구 조직이다. 2008년 아시아축구연맹의 권고로 우즈베키스탄축구연맹에서 별도의 조직으로 분리됐다.
슈퍼리그 등 프로 축구 대회 주관, 프로리그, 퍼스트 리그, 메이저리그 및 최초의 풋살 리그, 우즈베키스탄컵  리그컵, 우즈베키스탄 슈퍼컵, 우즈베키스탄 U19 선수권대회  및 U21 등 축구 클럽 간의 대회를 조직하고 스포츠, 조직 및 관리 활동, 관계에 대한 지침을 제공한다.
우즈베키스탄의 부처, 기업, 단체와 협력하여 다양한 수준의 축구 대회 개최를 추진한다.
라이센싱 분야에서 아시아 대륙 최고의 리그 중 하나이다.
2024년 3월 현재 우즈베키스탄 내 5개 기업이 리그 공식 후원사로 활동 중이다.

## 이야기
1992년에는 우즈베키스탄 축구 연맹의 조직 구조의 일부였으며 우즈베키스탄의 프로 축구 대회 조직을 담당하는 단위였다. 2008년 초 아시아축구연맹은 우즈베키스탄 축구연맹에 PFL을 별도의 조직으로 창설할 것을 권고했다. 2008년 6월 20일 우즈베키스탄 축구 협회 총회에서 설립되었으며 7월 2일 우즈베키스탄 공화국 법무부에 등록되었다. 2023년 1월 10일에 세계 프로 축구 리그 협회의 회원이 되었다.

## 목표와 목표
우즈베키스탄 프로 축구 리그의 주요 목표는 우즈베키스탄 공화국 영토에서 각각 슈퍼 리그, 프로 리그, 퍼스트 리그, 메이저 리그 및 퍼스트 리그에서 축구 팀 간의 축구 프로 축구 대회 개최를 조정하는 것이다. 풋살 리그, 우즈베키스탄 컵, 리그 컵, 우즈베키스탄 슈퍼 컵, 우즈베키스탄의 모든 연령 카테고리, 축구 클럽 간의 대회 조직 및 진행, 프로 축구 대회 조정, 축구 클럽 간의 대회 조직 및 진행, 스포츠, 조직 및 관리 관리 활동과 관계.

## 관리자
우즈베키스탄 PFL의 수장은 총감독이다. 2020년부터 총책임자는 디요르 아브로로비치 이맘호자예프이다.
| 이름                             | 정해진              | 출시된          |
| -------------------------------- | ------------------- | --------------- |
| 파르호드 압둘리예비치 마고메토프 | 2008년 9월 4일      | 2017년 9월 4일  |
| 아만 파이줄라예비치 가푸로프     | 2017년 9월 4일      | 2019년 6월 17일 |
| 다브론 게이라토비치 샤쿠바노프   | 2019년 6월 17일     | 2020년 5월 26일 |
| 디요르 아브로로비치 이맘호자예프 | 2020년 5월 26일부터 | 현재까지        |

### 집행위원회
디요르 아브로로비치 이맘호자예프, 총감독.
우즈베키스탄 축구협회 집행위원회 위원이자 부회장인 오딜 아흐메도프.
Tulabek Akramov, 집행위원회 위원, Lokomotiv-Tashkent 축구 클럽 부회장.
Bakhadyr Mirzaev, 집행위원회 위원, AGMK 축구 클럽 총책임자.
Alisher Yusupov, Nasaf 축구 클럽의 집행위원회 위원이자 매니저인.
Oybekhan Ibrahimhanov, 집행위원회 위원, 우즈베키스탄 프로 축구 리그 법률 컨설턴트.

## 우즈베키스탄 PFL 관할 대회

### 우즈베키스탄 축구 선수권 대회

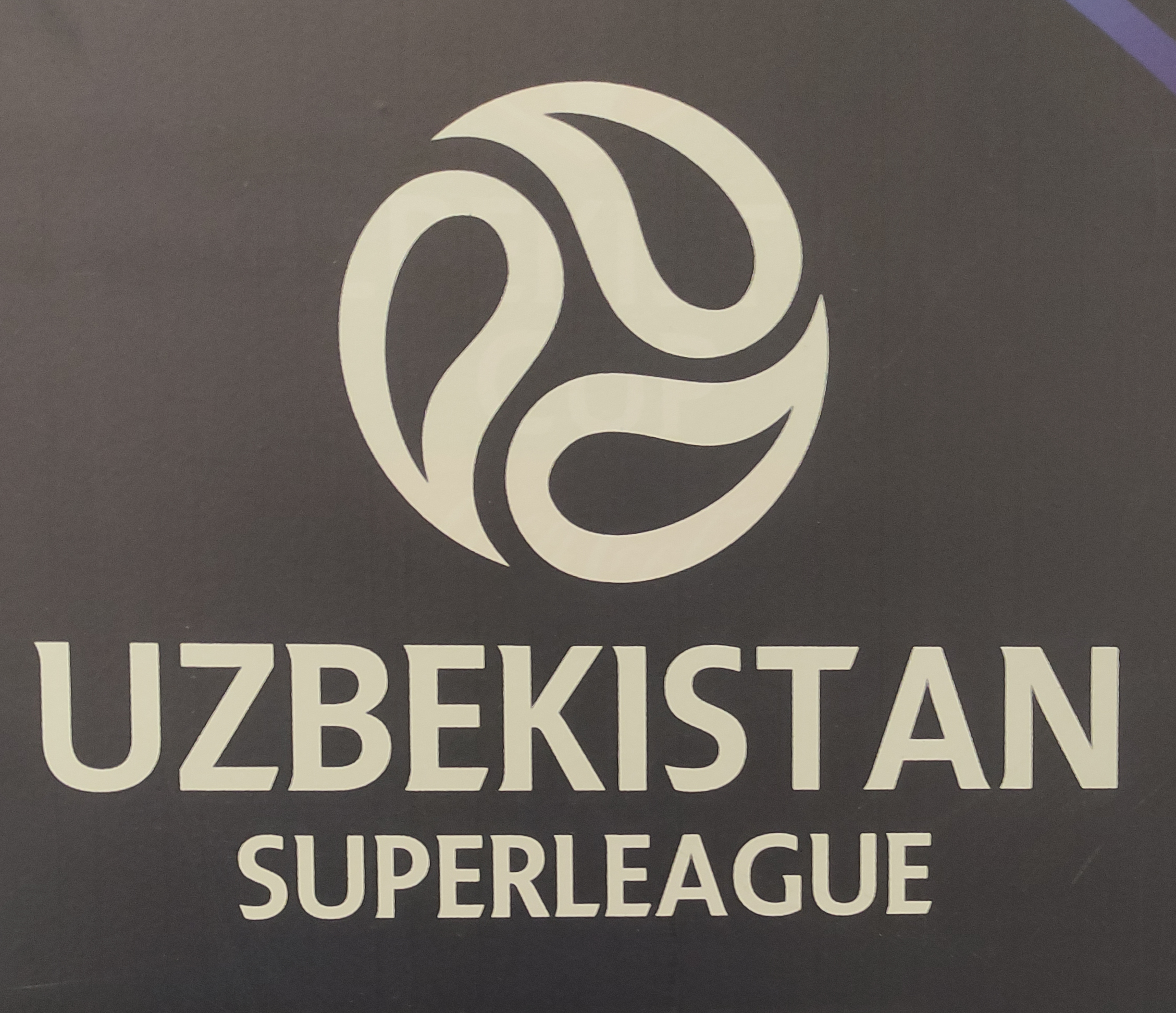
우즈베키스탄 축구 선수권 대회

우즈베키스탄 슈퍼 리그는 프로 축구 클럽이 참가하는 우즈베키스탄 축구 대회 시스템에서 가장 높은 디비전이다. 1992 년 슈프림 리그라는 이름으로 설립되었다. 챔피언십은 3 ~ 11 월에 개최되며 각 팀은 26 경기를 치르다. 2019년부터는 타이틀 스폰서가 먼저 펩시 슈퍼 리그라고 불리다가 2020년부터 코카콜라 슈퍼 리그라고 불린다. 2024년부터는 아르텔 슈퍼 리그라고 불리게 된다. 우즈베키스탄 챔피언십 역사상 총 45 개의 클럽이 참가했으며 그중 8 개 클럽 만이 챔피언십 시상대에 올랐다: “Pakhtakor”-16 회, “Neftchi”-5 회, “Bunyodkor”-5 회, “Lokomotiv”-3 회, “Dostlik”-2 회, MHSK-1 회, “Navbahor”-1 회, “Nasaf”-1 회. 우즈베키스탄 챔피언십에서 우승 한 클럽은 총 45 개에 이르렀다. 다른 해에는 우즈베키스탄 챔피언십에 참가한 팀 수가 달랐다. 첫해에는 16 개 팀이 챔피언십에 참가했고 다른 해에는 팀 수가 14 개, 18 개, 20 개였다. 2025 년에는 챔피언십 팀 수가 16 개가 될 것이다.

## 후원자

### 우즈베키스탄 축구 선수권 대회
2018년 우즈베키스탄 프로축구연맹은 펩시 와 파트너십을 맺었다. 2019년 부터 코카콜라음료 우즈베키스탄은 우즈베키스탄 슈퍼리그의 타이틀 스폰서로 활동하고 있다. 언론 과 공식 행사에서는 우즈베키스탄 축구 선수권 대회의 상위 부문을 코카콜라 슈퍼 리그라고 부른다. 2020년에는 보험사 에이펙스 보험(Apex Insurance)과 협력 관계를 맺었다. 회사는 리그에 등록된 1,500명 이상의 프로 선수들에게 건강 보험을 제공한다. 2021년부터 2022년까지 후원자는 Epsilon, Madad Invest Bank Joint Stock Company, Turon Eco Cement 및 Jizzakh 배터리 공장이었다. 2023년 3월 16 일, BMB Holding Company는 Super League의 공식 후원사가 되었다. 또한 2023년에는 정보 포털 Olcha.uz와 민간 항공사인 Centrum Air가 우즈베키스탄 프로 축구 리그의 파트너가 되었다. 2024년 2월 28일 우즈베키스탄 가전시장 최대 브랜드인 아르 텔(Artel)이 말까지 슈퍼리그의 가 됐다. 2024년 3월 12 일, Uzcard는 우즈베키스탄 프로 축구 리그 의 공식 파트너가 되었다.

### 우즈베키스탄 축구컵
우즈베키스탄 프로축구연맹이 주최하는 내셔널 풋볼 컵. 대회는 1992년 부터 개최되어 왔다. 컵의 첫 번째 우승자는 Navbakhor 클럽 이었다. 우즈베키스탄컵 우승팀은 AFC 챔피언스리그 진출 자격을 얻게 된다.
Pakhtakor 축구 클럽은 우즈베키스탄 컵 우승 횟수 (13 회) 기록 보유자로 간주된다. "Bunyodkor" 및 "Nasaf" 클럽은 각각 4 회, "Navbahor" 및 "Lokomotiv" - 각 3 회, "Neftchi" - 2 회, "AGMK", "Andijan" 및 "Dustlik" - 각 1 회.

### 우즈베키스탄 PFL 축구컵
우즈베키스탄 리그컵 은 매년 열리는 남자 축구 대회이다. 2010년부터 우즈베키스탄 프로축구연맹과 우즈베키스탄 축구협회 가 주최해 온 대회는 2016~2018년에는 열리지 않았다 . 우즈베키스탄 리그컵은 2019년 처음 개최됐다. 이번 대회에는 우즈베키스탄의 클럽을 중심으로 UzPFL의 제안으로 키르기스스탄, 타지키스탄, 투르크메니스탄, 카자흐스탄의 축구 클럽이 참석할 예정이다. 대회의 첫 번째 우승자는 타슈켄트 팀 " Pakhtakor "였다.

### 우즈베키스탄 축구슈퍼컵

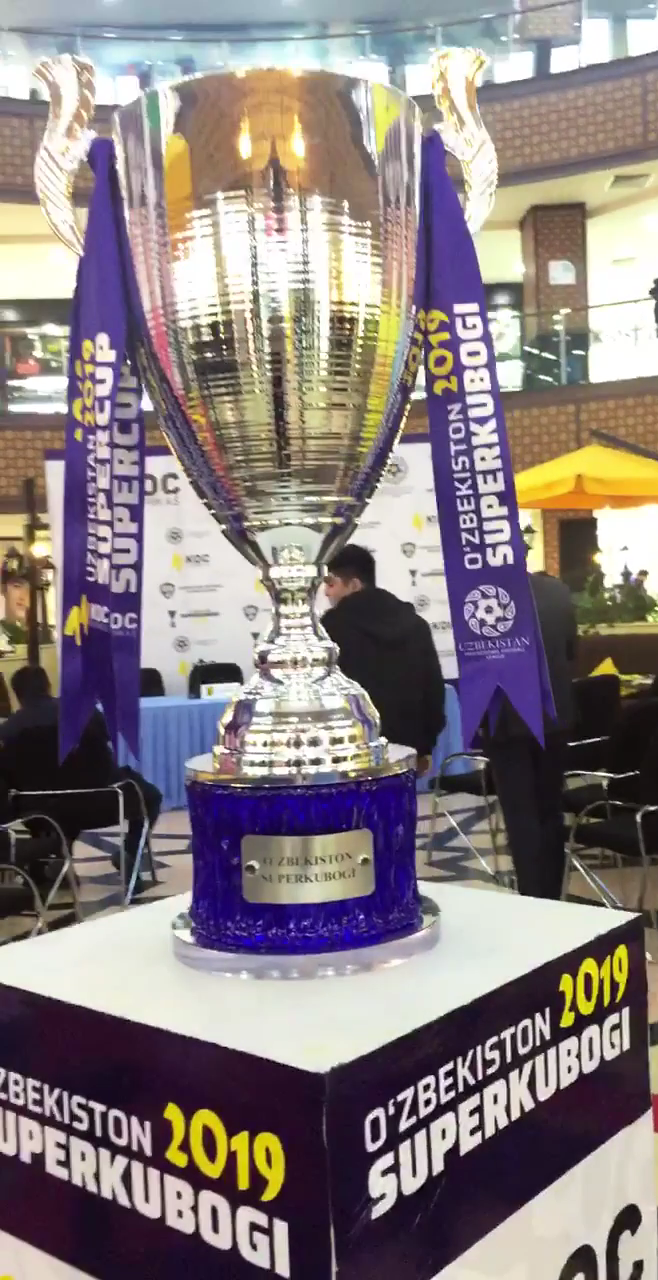
2019 우즈베키스탄 슈퍼컵

현 우즈베키스탄컵 우승팀과 우즈베키스탄 슈퍼리그 우승팀의 1경기로 구성된 대회이다. 한 팀이 컵과 슈퍼리그에서 우승하면 슈퍼컵 경기에서는 슈퍼리그 2위 팀과 대결하게 된다. 우즈베키스탄 슈퍼컵 경기는 전통적으로 2월 말이나 3월 초에 열리며 우즈베키스탄의 새로운 축구 시즌이 시작된다. 일반적으로 양 팀 모두 중립 경기장에서 개최된다.
우즈베키스탄 축구 협회가 공동으로 주최한다.

### 우즈베키스탄 축구 프로리그
2017년 11월 21일 PFL 경영진의 결정에 따라 우즈베키스탄 퍼스트 리그는 2018 시즌부터 공식적으로 우즈베키스탄 프로 리그로 명칭이 변경되었다. 리그는 18개 팀에서 16개 팀으로 축소되었다.

### 우즈베키스탄 제1리그
2010년 부터 실시. 2010년 부터 첫 번째 리그 대회는 동부와 서부의 두 지역으로 나누어졌다. 동부 지역의 팀에는 Andijan, Namangan, Fergana 및 Tashkent 지역의 축구 클럽이 포함된다. 서부 지역 팀에는 Syrdarya, Jizzakh, Navoi, Samarkand, Kashkadarya, Surkhandarya, Bukhara, Khorezm 지역 및 Karakalpakstan 공화국의 축구 클럽이 포함된다. 지역별 참가팀 수: 12개.
우즈베키스탄 1부 리그는 이전에는 축구계의 소규모 대회였다. 2018년 프로리그가 창설된 데 이어 2020년부터 퍼스트리그가 개편돼 현재 국내 3부 리그가 됐다.

### 우즈베키스탄 축구선수권대회(21세 이하)
우즈베키스탄 축구계의 슈퍼리그 유소년팀이 출전하는 대회. UzPFL 규정에 따라 21세 이하의 플레이어가 참가한다. U-21 챔피언십 경기는 주요 팀 경기가 끝난 다음 날 개최된다.

### 우즈베키스탄 축구선수권대회(19세 이하)
U19 청소년대표팀은 세계청소년축구선수권대회(U-20), 아시아 U19선수권대회 (U-19) 등 각종 대회에서 우즈베키스탄의 명예를 수호할 예정이다. 슈퍼리그 19세 이하 팀과 프로리그 구단 간 경쟁. U-19 챔피언십은 2021년 창설됐다. 그 안에서 상위 두 디비전의 모든 클럽은 학생들과 함께 승리를 위해 싸울 것이다. 슈퍼리그 19세 이하 팀과 프로리그 구단 간 경쟁. U-19 챔피언십은 2021년에 창설되었다. 여기에서는 두 상위 디비전의 모든 클럽이 학생들과 함께 승리를 위해 싸울 것이다.

### 우즈베키스탄 풋살 챔피언십
우즈베키스탄 풋살 챔피언십의 주요 부문. 국내 최강의 미니축구팀이 참가한다. 이번 대회는 UzPFL이 별도의 규정에 따라 진행했으며, 우승팀은 최종적으로 아시아 풋살 챔피언스 리그  에 참가할 수 있는 자격을 얻게 된다.

### 우즈베키스탄 풋살컵
우즈베키스탄 풋살 컵은 풋살 올리이 리그(Futsal Oliy League)와 풋살 퍼스트 리그(Futsal First League) 팀이 참가하는 연례 대회이다.

### 퍼스트 풋살 리그
프로 및 준프로 풋살 팀이 제1회 풋살 리그에 참가한다. 클럽은 첫 번째 풋살 리그에 참가하기 위해 경쟁한다.

### 풋살 챔피언십 U18
U-18 미니축구선수권대회는 2022년 창설됐다. 이 대회는 풋살 리그 클럽의 일부로서 18세 미만의 풋살 선수들로 구성된 팀이 참가하여 조직되며 아시아 축구 연맹 라이센스 프로세스의 조건 중 하나이다.

## 파트너십 대회

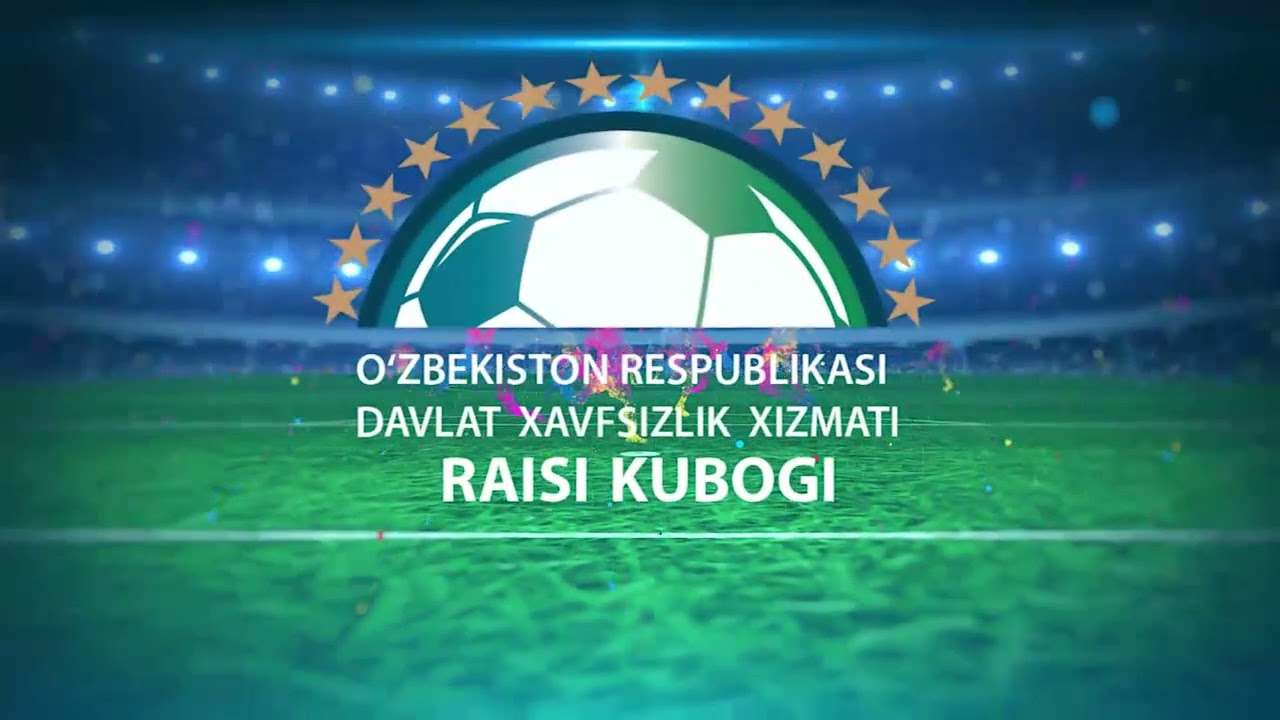
우즈베키스탄 국가보안국 컵 엠블럼

국가안전보위부, 체육부, 우즈베키스탄 청소년청과 협력하여 SSS컵 대회를 진행하고 있다.
또한 고등교육과학혁신 부, 내무부, 축구 협회와 협력하여 학생 컵 대회를 운영하고 있다.

## 업적

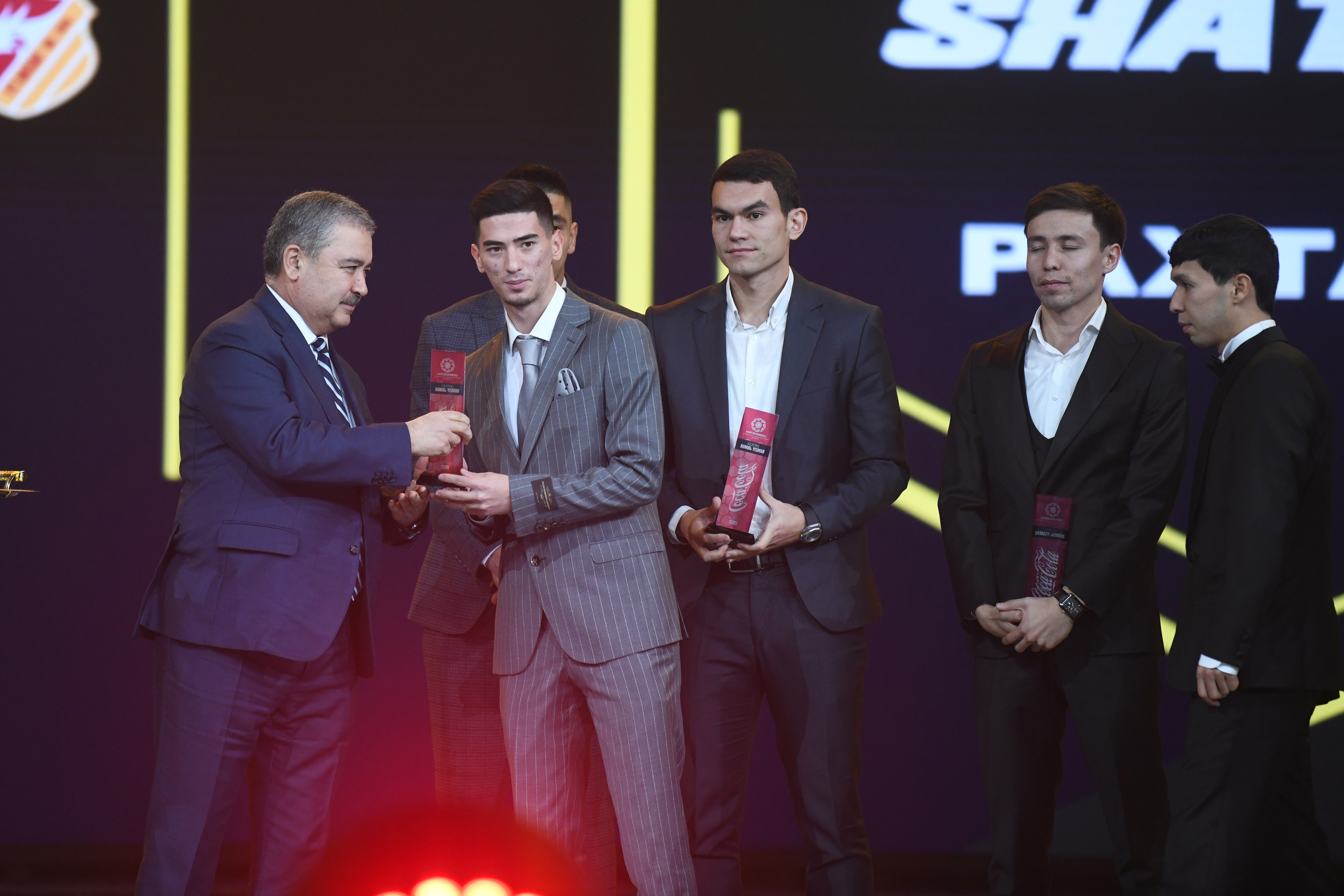
UzPFL 2022 시상식

우즈베키스탄의 프로 축구 리그는 아시아 대륙 라이센스 분야의 선두주자 중 하나이다. 2021년 말 현재 우즈베키스탄의 12개 클럽이 아시아축구연맹으로부터 라이선스를 획득했는데, 이는 대륙 내 3번째로 좋은 성적을 기록했다. 2021년에는 여자팀 중 우즈베키스탄의 2개 클럽이 아시아 최초로 라이선스를 성공적으로 통과했다.
우즈베키스탄 공화국 법무부 와 우즈베키스탄 전국 비정부 기구 협회는 2021년 결과를 기준으로 UzPFL을 "가장 투명한 비정부 기구 상위 20개" 목록에 포함시켰다.
매달 우즈베키스탄 최고의 축구 클럽 우승자, 여성/남성 최고의 선수, 최고의 심판 및 기타 후보를 결정하고 연말에 상을 조직한다.

## 모래밭
- Official website
- 비디오 - 유튜브
- 우즈베키스탄 프로축구연맹 - 인스타그램
- 우즈베키스탄 프로축구연맹 - 페이스북
- 우즈베키스탄 프로축구연맹 - X
- 우즈베키스탄 프로축구연맹 - 텔레그램

- 우즈베키스탄 프로축구연맹 - 틱톡

- Uzbekistan Professional Football League // LinkedIn
- Uzbekistan Professional Football League // WhatsApp